# رقعة تغذية

رمز مفاعل دفعي التغذية.

تمثل  رقعة  أو  دفعة التغذية  عملية دفعةٍ تقانية حيوية والتي تُعَدُ قائمةً على مبدأ تغذية ركيزة مغذية محددة للنمو إلى المزرعة البكتيرية. حيث تستخدم إستراتيجية رقعة التغذية عادةً في العمليات الصناعية الحيوية للوصول إلى كثافةٍ عاليةٍ للخلية في المفاعل الحيوي. ونلاحظ أن غالبية المحاليل المغذية تُعَدُ عالية التركيز لتجنب ترقيق أو تخفيف المفاعل الحيوي. كما تؤثر الإضافة المسيطر عليها باستمرار للممغذيات على معدل نمو المزرعة البكتيرية وتسمح بتجنب التدفق الزائد للآيض (بالإنجليزية:  Crabtree effect)‏ (المتمثل في تكوين الآيضات الجانبية والتي منها الخلات لل إشريكية القولونية، حمض اللاكتيك في مزارع الخلية، والإيثانول في خميرة فطريات السكر (بالإنجليزية:  Saccharomyces cerevisiae)‏)، وكذلك لتجنب الحد من الأكسجين (انظر كائن لاهوائي).

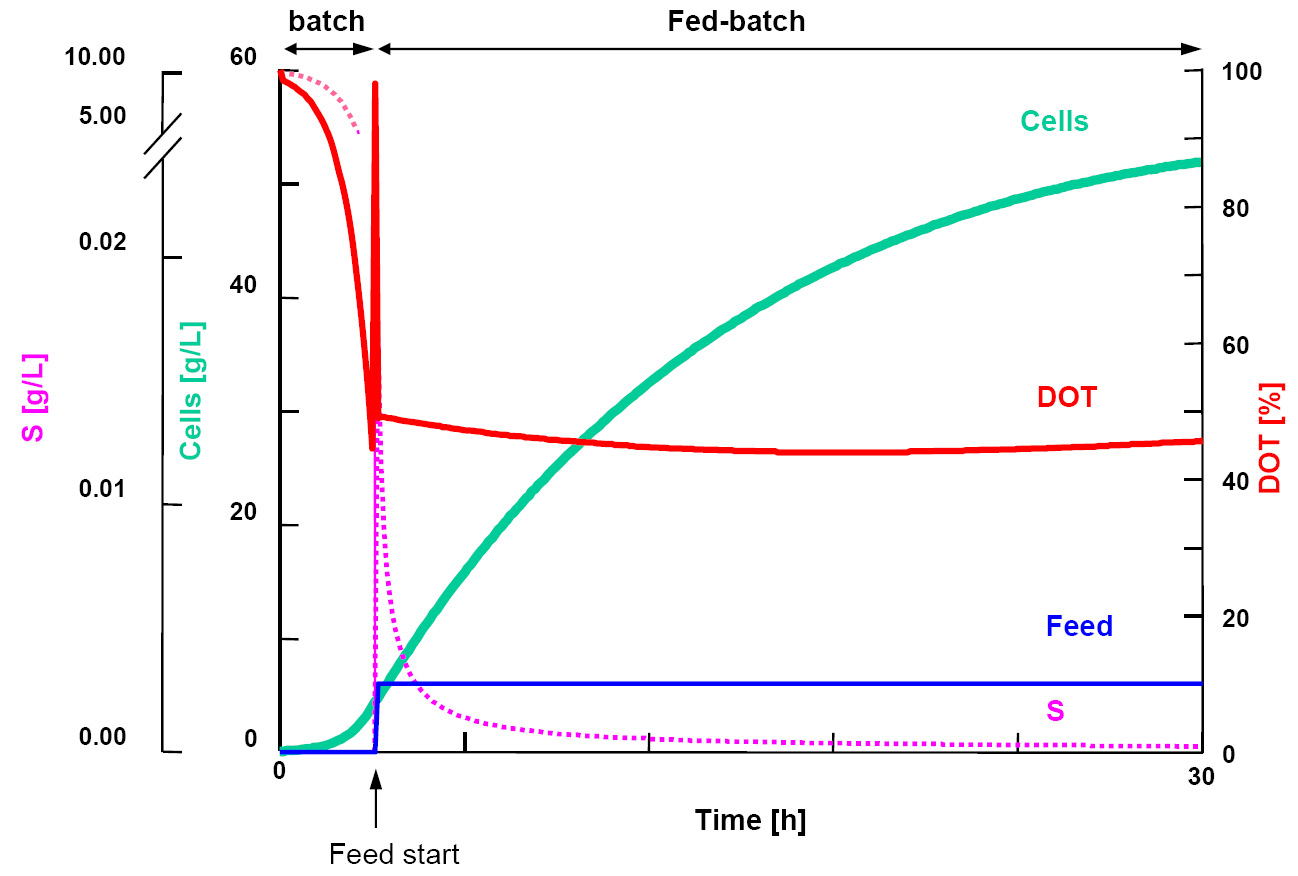
يظهر الشكل المعروض مبدأ استزراع ركيزة رقعة (دفعة) التغذية المجدودة مع مرحلة ترقيع (تقطيع) أولية. وبعد استهلاك الركيزة الأولية، يبدأ عمل التغذية السمتمرة لهذه الركيزة.

وهنا يوفر تحجيم الركيزة القدرة على ضبط معدلات التفاعل لتجنب القيود التقنية المتصلة بتبريد المفاعل ونقل الأكسجين. هذا ويسمح تحجيم الركيزة بالسيطرة الآيضية، لتجنب تأثيرات التناضح، القمع المقيض (بالإنجليزية:  catabolite repression)‏ وكذلك تدفق تيار الآيض للمنتجات الثانوية.
استخدام العديد من الاستراتيجيات المختلفة للتحكم في النمو داخل عملية رقعة (دفعة) التغذية:
| معامل السيطرة               | مبدأ السيطرة                                   |
| --------------------------- | ---------------------------------------------- |
| DOT (pO2)                   | DOstat (DOT= ثابت), F~DOT                      |
| معدل استهلاك الأكسجين (OUR) | OUR=ثابت، F~OUR                                |
| الغلوكوز                    | مقياس الغلوكوز الإلكتروني (FIA), غلوكوز=ثابت   |
| الاسيتات (خلات)             | مقياس الأسيتات الإلكتروني (FIA), الأسيتات=ثابت |
| الآس الهيدروجيني (pHstat)   | F~pH (ارتباط التحمض بنسبة الغلوكوز المرتفعة)   |
| الأمونيا                    | مقياس الأمونيا الإلكتروني (FIA), الأمونيا=ثابت |
| درجة الحرارة                | T المعدلة وفقاً لـ OUR أو pO2                   |